# Corpse Bride
Corpse Bride is een animatiefilm van Tim Burton uit 2005 over een driehoeksverhouding gespreid over twee werelden. De film werd gemaakt met de stop-motiontechniek. Corpse Bride werd genomineerd voor de Academy Award (Oscar) voor beste animatiefilm.

## Verhaal
Het verhaal speelt zich af in het Victoriaans tijdperk. De Van Dorts zijn rijke visboeren van een lage sociale klasse. Zij willen dat hun zoon Victor (Johnny Depp) trouwt met Victoria Everglot (Emily Watson) om zo te stijgen op de sociale ladder. Victoria's ouders, Lord en Lady Everglot, hebben geen cent meer en zijn dus genoodzaakt hun dochter te laten trouwen met Victor Van Dort, zodat ze weer geld hebben.
Victor is een zeer zenuwachtige jongeman die moeite heeft met het memoriseren van zijn huwelijksgelofte. De dominee (Christopher Lee) verplicht hem om tegen de volgende ochtend zijn huwelijksgelofte te kennen.
Victor neemt de trouwring mee naar het bos en zegt zijn huwelijksgelofte foutloos op. Hij hangt de ring rond wat hij denkt een stokje te zijn. Dit "stokje" is echter een vinger van een lijk en door dit misverstand is Victor getrouwd met de Corpse Bride, Emily. (Helena Bonham Carter). Emily was ooit een bruid, maar ze werd vermoord door haar verloofde Barkis Bittern (Richard E. Grant), die uit was op haar juwelen. Sindsdien wachtte ze tot de man van haar dromen haar hand kwam vragen.
Victor komt in de onderwereld terecht en merkt al gauw dat de wereld van de doden levendiger is dan de wereld van de levenden. Toch wil Victor zo snel mogelijk terug naar huis om te trouwen met Victoria. Emily komt hierachter en wordt jaloers. Er ontstaat een driehoeksverhouding en Victor moet kiezen tussen Victoria en Emily.
Uiteindelijk kiest Victor toch voor Victoria, wanneer Barkis Bittern dood gaat doordat hij een vergif opdronk. Victor en Victoria trouwen. Dan gebeurt er een wonder: de Corps Bride verandert in vlinders en leidt zo een gelukkig leven.